# Liste von Bergwerken in Nordrhein-Westfalen

Kreise und kreisfreie Städte in Nordrhein-Westfalen

Die Liste von Bergwerken in Nordrhein-Westfalen umfasst Steinkohlebergwerke, Braunkohlebergwerke, Erzbergwerke, Schiefergruben und Salzbergwerke.

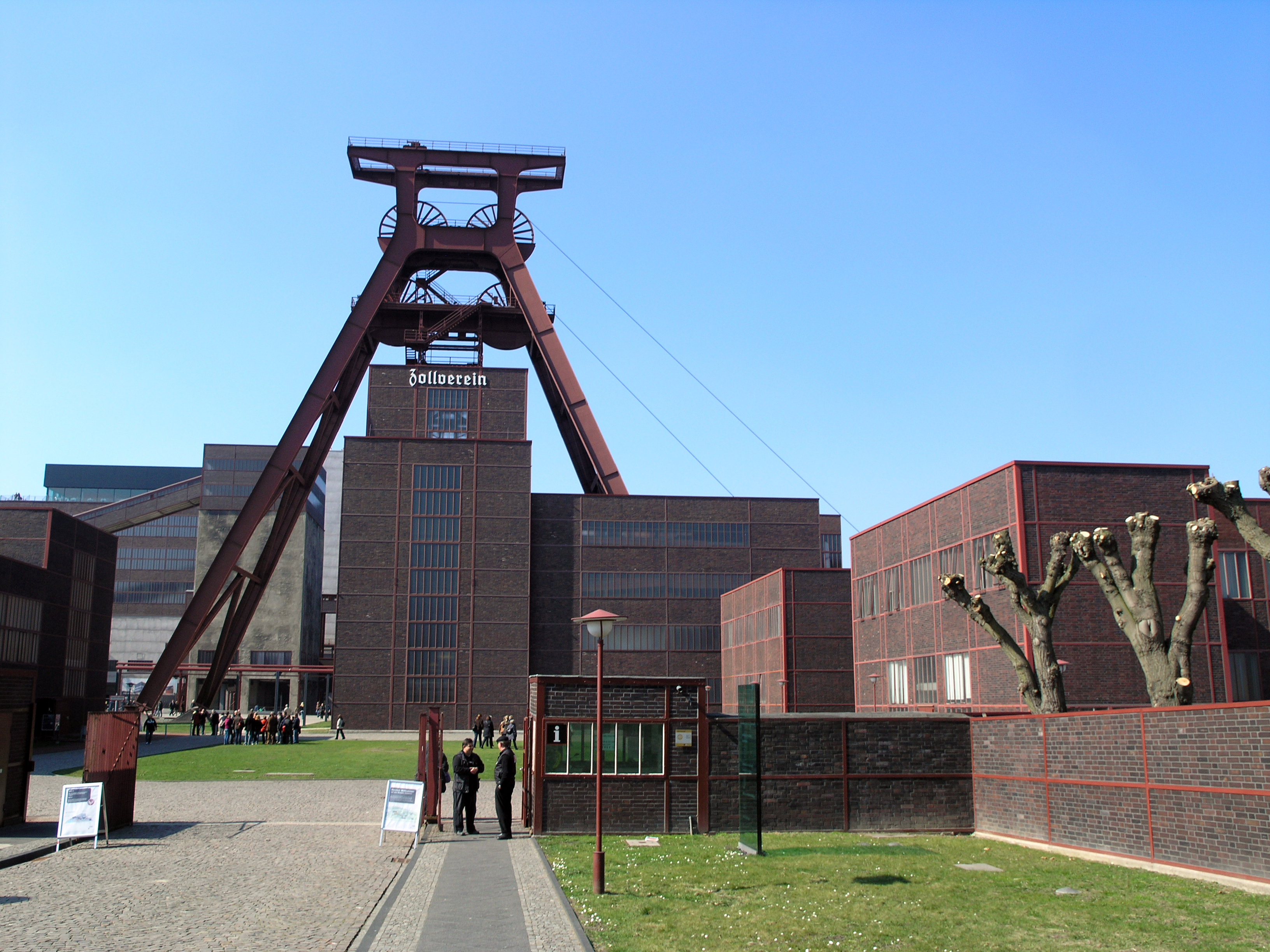
Zeche Zollverein, Essen, 2012

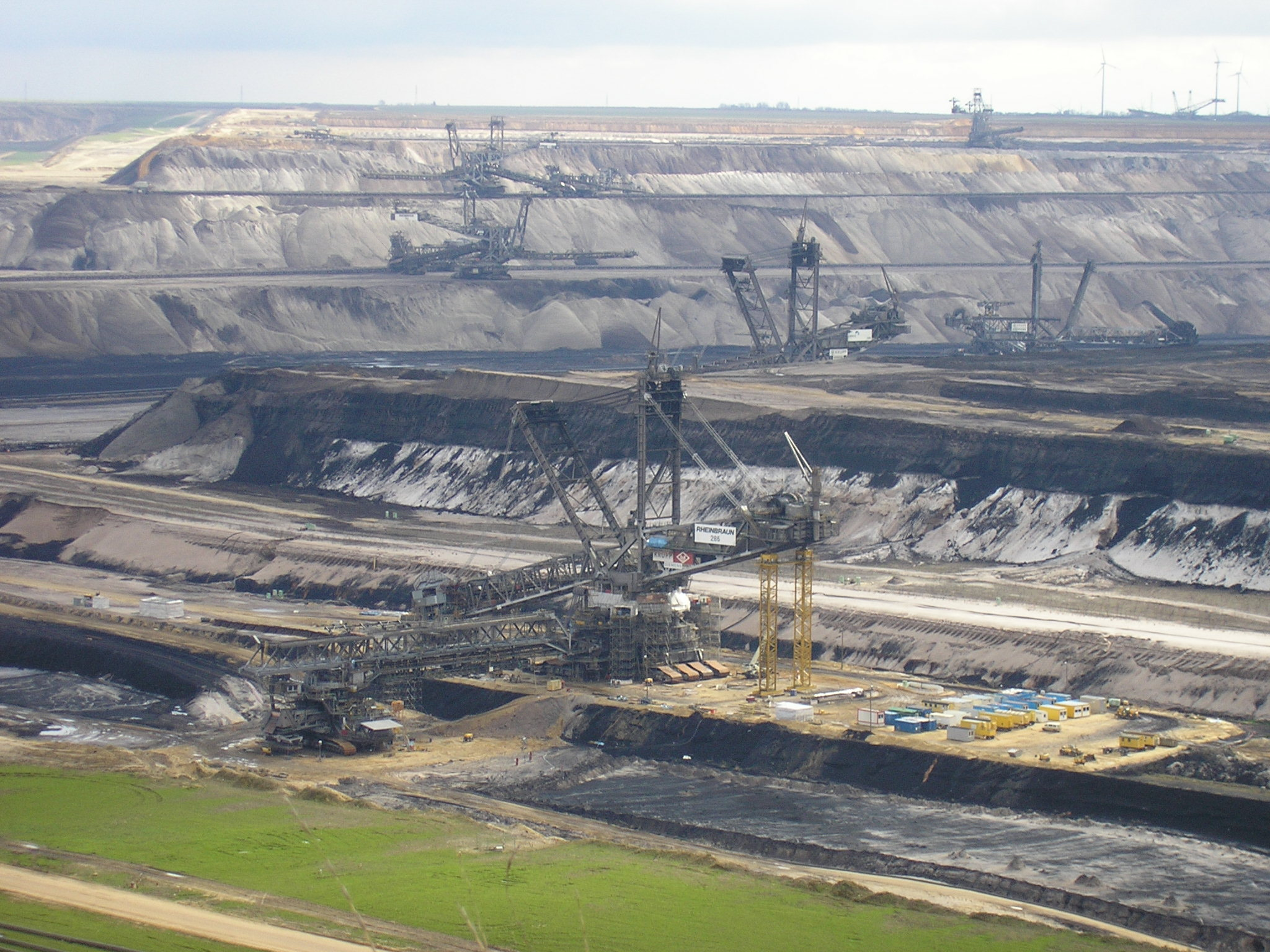
Garzweiler, 2019

## Regionen und Reviere
Zu den Bergbaurevieren in Nordrhein-Westfalen zählen mit dem Schwerpunkt auf Kohle: 
- das Rheinische Braunkohlerevier,
- das Aachener Steinkohlenrevier,
- das Ibbenbürener Steinkohlenrevier,
- das Mindener Revier,
- das Rheinisch-Westfälische Steinkohlenrevier.

Einen Schwerpunkt im Erzabbau haben die Regionen:
- das Siegerland (Siegerländer Erzrevier),
- das Bergische Land (Bensberger Erzrevier),
- das Sauerland,
- das Wittgensteiner Land und
- die Eifel.

Schwerpunkt Salze aus Salzbergwerken wie Steinsalz:
- Bergbau im Kreis Borken mit Salzbergwerk Epe im westlichsten Münsterland
- Salzbergwerk Borth am Niederrhein

## Rheinisch-Westfälisches Steinkohlenrevier
- Liste von Bergwerken in Bochum,
- Liste von Bergwerken in Bottrop,
- Liste von Bergwerken in Dortmund,
- Liste von Bergwerken in Duisburg,
- Liste von Bergwerken im Ennepe-Ruhr-Kreis,
- Liste von Bergwerken in Essen,
- Liste von Bergwerken in Gelsenkirchen,
- Liste von Bergwerken in Hagen,
- Liste von Bergwerken in Hamm,
- Liste von Bergwerken in Herne,
- Liste von Bergwerken in Mülheim an der Ruhr,
- Liste von Bergwerken in Oberhausen,
- Liste von Bergwerken im Kreis Recklinghausen,
- Liste von Bergwerken im Kreis Unna,
- Bergbau im Kreis Warendorf,
- Liste von Bergwerken im Kreis Wesel.

## Siegerland
Siehe: Liste von Bergwerken im Siegerland

## Eifel
Siehe: Liste der nordrheinwestfälischen Bergwerke in der Eifel

## Sauerland
Die Dachschiefervorkommen Westfalens befinden sich im nordöstlichen Teil des Rheinischen Schiefergebirges im Raum zwischen Meschede, Brilon, Bad Fredeburg, Willingen und Bad Berleburg. Sie  werden in die drei Hauptschieferzüge Nuttlarer Zug, Fredeburger Zug und Raumländer Zug unterteilt, wobei Raumland schon im Wittgensteiner Land liegt. Darüber hinaus werden im Sauerland viele Erze gefunden.
Siehe:
- Liste von Bergwerken im Sauerland
- Bergbau im Sauerland
- Schieferbergbau in Südwestfalen

## Wittgensteiner Land
In den Bergwerken des Wittgensteiner Landes wurde neben den meist auf den Raumländer Zug (vgl. Liste Sauerland) bauenden Schiefergruben auch Buntmetallgruben betrieben, die allerdings weniger Bedeutung hatten als ihre umliegenden Nachbarn in Siegerland, Sauerland oder Lahn-Dill-Gebiet.
Siehe :
- Gruben bei Bad Berleburg
- Gruben bei Bad Laasphe